# Brachyteles arachnoides
El mono araña muriqui del sur (Brachyteles arachnoides), es un primate platirrino perteneciente a la familia Atelidae endémico en Brasil. Habita en los estados brasileros de Paraná, São Paulo, Río de Janeiro, Espírito Santo y Minas Gerais. A este primate del Nuevo Mundo se le conoce en portugués como mono carvoeiro, que significa mono carbonero.

## Descripción
La especie es la más grande de los monos del Nuevo Mundo (platirrinos). Los machos tienen una longitud de 55–78 cm, que excluye la cola, la cual mide de 74–80 cm y tienen un peso corporal de entre 9,6 y 15 kg. Las hembras tienen una longitud de 46 a 63 cm, la cola de 65 a 74 cm y un peso de 8 a 11 kg. La cola es completamente prensil. Tiene el rostro de color negro, lo que le distingue de la especie, B. hypoxanthus, que habita más al norte y tiene el rostro negro moteado con manchas color rosa.

## Conservación
Se considera como especie en peligro de extinción en la Lista Roja de la UICN. La especie se considera amenazada a raíz de la destrucción de su hábitat, la caza y la disminución en su población. Solamente existen dos grupos en cautiverio del mono araña muriqui, en el zoológico de Curitiba y el de Sorocaba, ambos en Brasil. Este último se ubica a 80 km del centro de investigación del Parque Estatal Carlos Botelho. La población libre en la naturaleza se estimó en 1.300 individuos en 2005.